# ونوس و آدونیس
ونوس و آدونیس عنوان شعری از ویلیام شکسپیر است که در فاصله سال‌های ۱۵۹۲ تا ۱۵۹۳ سروده شده‌است. این شعر، که با الهام از اثر مشهور اووید، موسوم به متامورفیوس خلق گردیده‌است را می‌توان حاوی مجموعه‌ای پیچیده و متضاد از تغییر دیدگاه و نگرش آدمی نسبت به مقولهٔ عشق دانست، که به اقتضای طبیعت عشق، طور مداوم در حال تغییر و تبدیل است و به آدمی چشم‌انداز و نگرش متفاوت و گاه متضادی نسبت به این مقوله می‌دهد.
گرچه داستان ونوس و آدونیس در اساطیر یونان باستان ذکر شده‌است، اما این سرگذشت در اصل از افسانه‌های سوریه بوده که هزیود نیز بدان اشاره کرده‌است.
ایرج میرزا شاعر عصر قاجار، داستان زهره و منوچهر را از سرگذشت ونوس و آدونیس اقتباس کرده‌است.

## انتشار
منظومه ونوس و آدونیس در روز ۱۸ آوریل سال ۱۵۹۳ در دفتر مخصوص ثبت آثار به ثبت رسید و سپس در همان سال بخشی از آن در قطعی کوچک و به صورت نسخه چاپی منتشر شد. چاپ‌کننده و منتشرکننده این بخش، ریچارد فیلد بود، که یکی از ناشرین فعال در استراتفورد به‌شمار می‌آمد و از نزدیکان و معاصران شکسپیر بود. فیلد بخش دوم این شعر را در سال ۱۵۹۴ و بازهم در همان قطع کوچک (ربع کاغذی) منتشر ساخت. وی سپس حق تکثیر (کپی رایت) خود از این اثر را به جان هریسون («سالمند»)، که یک فروشنده لوازم التحریر و کتاب‌فروش بود و در همان سال ۱۵۹۴ اولین نسخه از اثر دیگر شکسپیر، یعنی تجاوز به لوکرسیا را منتشر ساخته بود، واگذار نمود.
نسخه‌های بعدی که از ونوس و آدونیس به چاپ رسید، قطع یا قالب بزرگ‌تری داشتند و به جای ربع کاغذی، بر روی اوراق بزرگی از کاغذ هشت برگی به چاپ رسیدند. جان هریسون ویراست سوم این اثر، [که(O۱) خوانده می‌شد] را، احتمالاً در سال ۱۵۹۵ منتشر ساخت، و چهارمین ویراست آن را [که(O۲) نامیده شد]، در ۱۵۹۶ انتشار داد. (هر دو ویراست ارائه شده به وسیلهٔ هریسون، همان ویراست‌هایی بودند که قبلاً توسط فیلد چاپ شده بودند).

## داستان

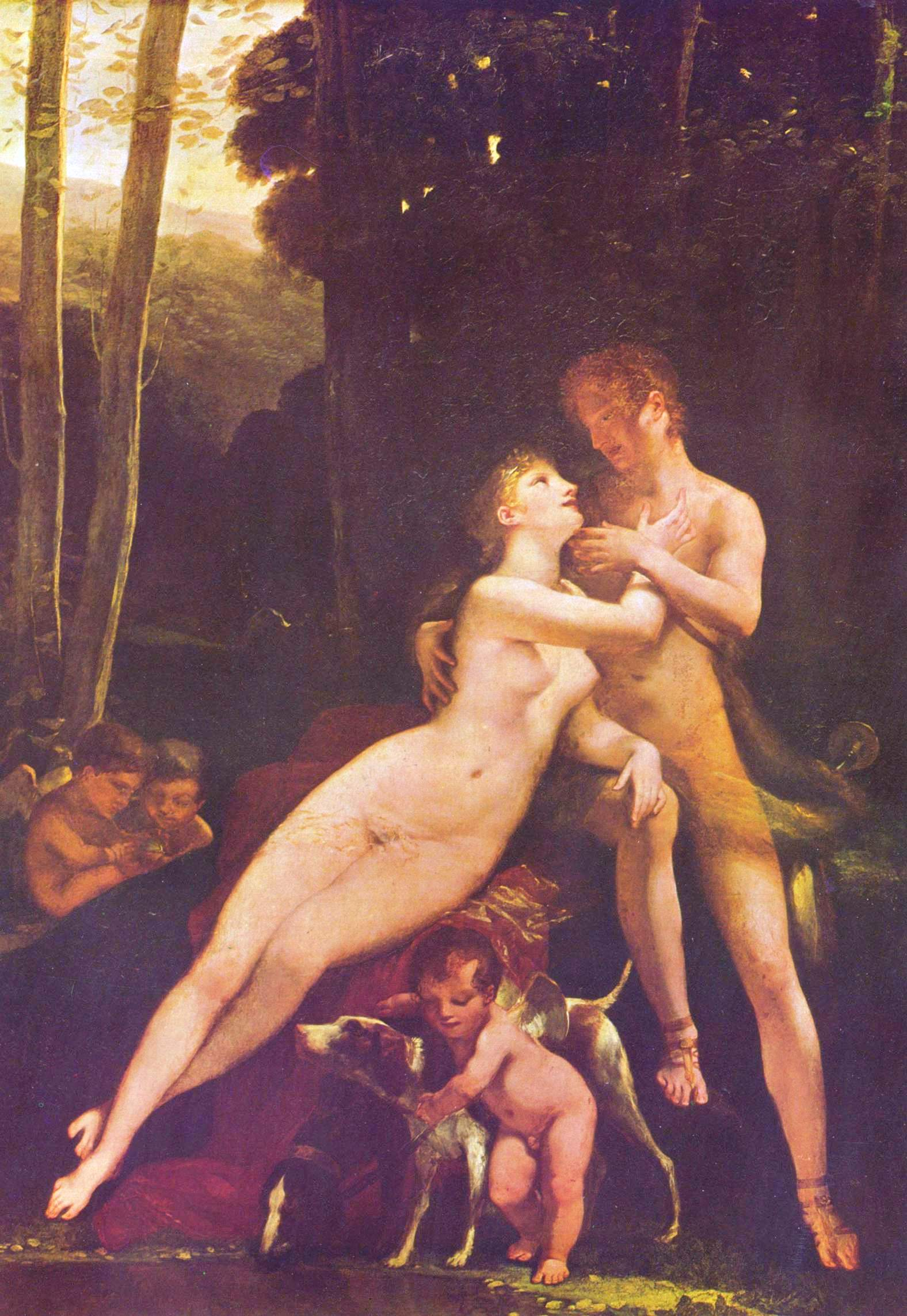
ونوس و آدونیس، اثر: پیر پائول پرادهون، از مجموعه والاس، لندن

داستان ونوس و آدونیس، ماجرای عشق ونوس یا همان آفرودیت، الهه هوس‌باز عشق و زیبایی، نسبت به آدونیس، شکارچی جوان و زیبای کوه‌های سوریه (لبنان) است. در این داستان، برای اولین بار شکارچی زیبای عشق، خود با عشق جوانی شکارچی، شکار می‌شود و به عبارت دیگر، در این منظومه عشقی، ونوس یا همان آفرودیت که جذاب‌ترین الهه آسمان است، به جای عشق آفرینی، خود به دام عشق می‌افتد.
آدونیس بنا به روایت اوویدیوس شاعر بزرگ رومی، هم پسر و هم نواده کیئور پادشاه قبرس به‌شمار می‌آمد و حاصل هم‌خوابگی کیئور با دختر زیباروی و هوس‌بازش، میرا بود.
کیئور، پادشاه قبرس، مردی زیبا، آراسته و بسیار موقر و شریف بود، که دختری زیبا و هوس‌باز و آتشین مزاج، به نام میرا داشت. میرا نسبت به پدر خویش، عشق گناهکارانه‌ای در دل داشت و امید آن که پدرش حاضر به هم خوابگی با وی شود را نداشت و در عین حال به هیچ قیمت نمی‌توانست از این خواهش دل خویش صرف نظر کند. بدین جهت میرا حیله‌ای اندیشید ویک نیمه شب، با استفاده از تاریکی کاخ وارد اتاق خواب پدر خویش شد و خویشتن را به جای ملکه مادر خویش جا زد و با شاه هم بستر شد! وی، در همان شب و پیش از آنکه سپیده صبح بدمد از بستر معشوق و پدر خویش بیرون آمد و به اتاق خود رفت.
با این همه بعد از مدتی راز میرا، کمابیش از پرده بیرون افتاد. زیرا وی از شب هم‌خوابگی با پدر خویش، باردار شده بود، در نتیجه وی برای فرار از خشم پدر و رسوائی خود به عربستان گریخت و در آنجا بود که میرا، آدونیس را به دنیا آورد.
آدونیس پسری به زیبایی آفتاب بود، و آنقدر زیبایی و برازندگی داشت، که چون پای به سن بلوغ گذاشت از دست دختران اطراف خویش و ابراز عشق‌های آنان، سر به بیابان نهاد و به صورت فراری به بیبلوس که شهر معروف فینیقیه واقع در نزدیکی بیروت کنونی بود، رفت. آدونیس چون شکارچی زبردستی بود، سپس به کوه‌های لبنان پناه برده و هفته‌های متوالی در آنجا سرگرم شکار شد.
اما روزی از روزها، آدونیس در گرماگرم شکار و شکار افکنی، ناگهان زنی جوان و نیمه برهنه را در برابر خویش یافت، که محو تماشای او شده بود. این زن زیباترین زنی بود که آدونیس به عمر خویشتن دیده بود و البته وی حق داشت، چراکه این زن، کسی به جز عشق آفرین بزرگ آسمان، ونوس نبود. ونوس، الهه عشق و زیبایی و دختر خدای خدایان محسوب می‌شد که جمال او خدایان دیگر را نیز به شر و شور افکنده و با زیبایی و عشق خویش در بزم آسمانی آنان آتش افروزی کرده بود.
امّا اینک و در اینجا نوبت خود ونوس شهر آشوب و عشق آفرین بود که خود نیز برای اولین‌بار به دام عشق گرفتار شود. علت این واقعه این بود که اروس، پسر شیطان و بازیگوش او، که همیشه به فرمان مادر خویش دل‌های این و آن را آماج تیر خود می‌کرد و آنان را به عشق یکدیگر وا می‌داشت، این بار، از راه شیطنت خود، قلب مادرش را آماج تیر کرد و باعث شد عشق این جوان زیبا یعنی آدونیس، دل الهه عشق و زیبایی را گرفتار سازد.
از اینجا ماجرای پرهیجان و شیرین عشقبازی میان ونوس، الهه عشق و زیبایی، با جوانی از خاک‌نشینان به نام آدونیس، آغاز شد، در حالی که آدونیس نمی‌دانست که زیبایی او، کدام زن را اسیر وی کرده و کدام تن را در آغوش وی افکنده‌است!. این ماجرای عشقی، چنان ونوس را در عشق و هوس غرق نمود، که برای روزهای متعدد، اصلاً پای وی به آسمان نرسید. این غیبت ممتد و بی‌سابقه ونوس، خدایان عاشق‌پیشه را که یکی از آنان شوهر وی بود و دیگران همه در نهان دل به دام عشقش داشتند، نگران او ساخت و کنجکاویشان را برانگیخت. در نتیجه مارس، خدای جنگ که فاسق رسمی ونوس محسوب می‌شد و عربده جوئی و چاقوکشی او دیگران را از نزدیکی علنی با الهه هوس‌باز آسمان باز می‌داشت، به جریان ونوس با آدونیس پی برد و تصمیم گرفت هرطور که هست، داغ این پسرک زمینی را به دل ونوس بگذارد.
روزی از روزها که آدونیس، برای ساعتی از ونوس دور شده بود تا به شکار بپردازد، ناگهان گراز زیبا و چالاکی را در برابر خویش یافت، و چهارنعل دنبال او به تاخت در آمد. گراز و آدونیس که سوار بر اسب بود، مسافتی دراز را در دل کوه و جنگل پیمودند تا به کنار رودخانه‌ای رسیدند و ایستادند. در آنجا بود که ناگهان گراز به صورت مارس (مریخ) در آمد و با نیروی خدائی خود آدونیس را بر زمین کوفت و سینه‌اش را از هم درید.
ونوس که در پی معشوق خویش می‌گشت، در دنبال جای پای اسب آدونیس، خود را به آنجا رسانید و محبوبش را مرده یافت. در حالی که در کنار جسدش دسته‌ای از گل‌های وحشی زیبا دیده می‌شد که از جای قطره‌های خون آدونیس سر برآورده بودند. از آن پس، آن گل را که در کنار پیکر آدونیس روئیده بود، گل فراموشم مکن، نامیده شد. این گل، همان گل کوچک آبی رنگ زیبائی است که در اواسط بهار در کوهستان‌های ایران نیز می‌روید.

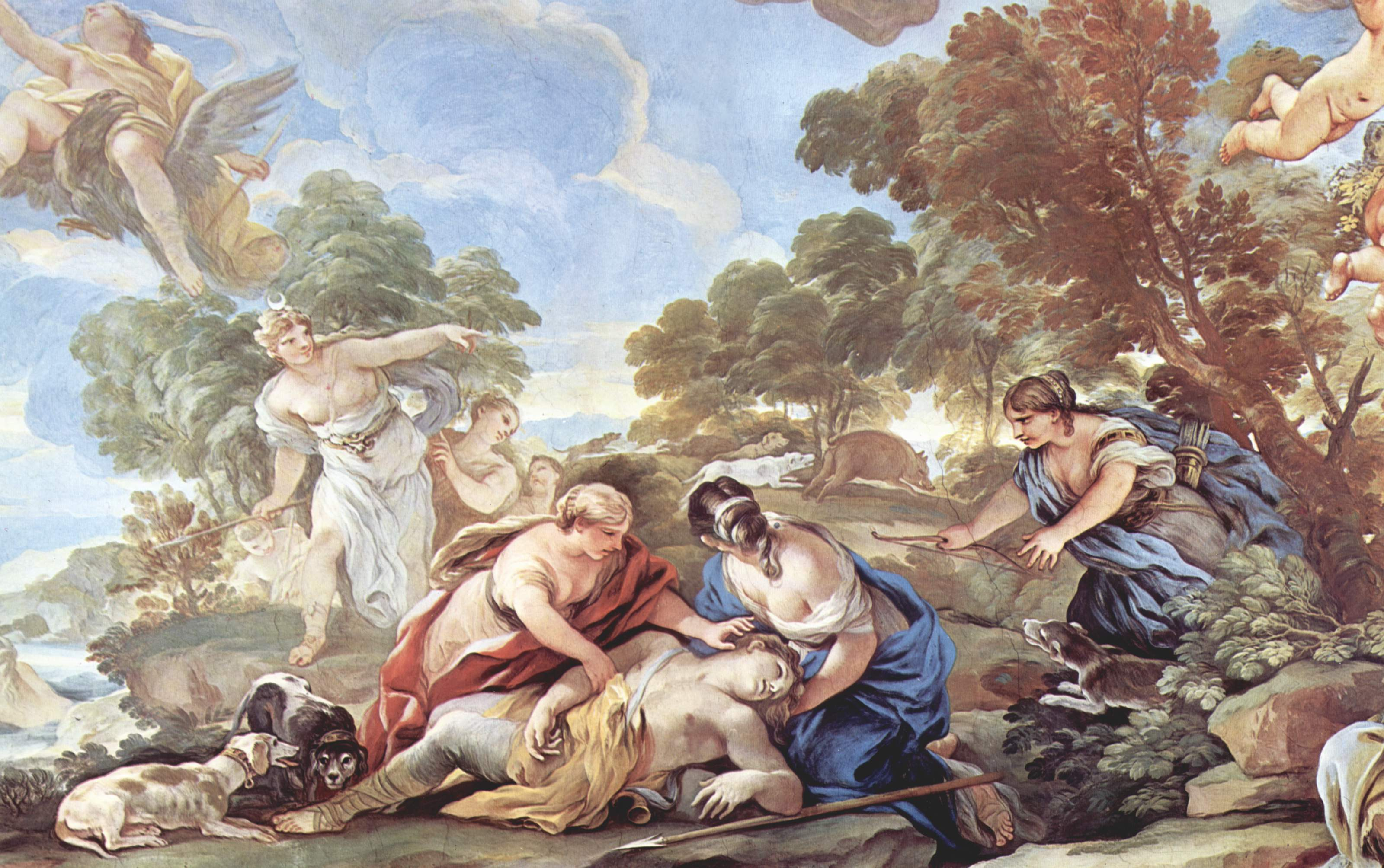
مرگ آدونیس، اثری از لوکا جیوردانو.

پس از آن، ونوس تن آدونیس را به صورت گل شقایق در آورد و خودش به آسمان رفت تا از پدر خویش تقاضا کند که دوباره آدونیس را زنده کند. ونوس همچنین از همان وقت نیز درب خوابگاه خود را به روی مارس (مریخ) بست و با وجود فریادها و عربده جوئی‌های این خدای پر شر و شور، این در را به روی او نگشود.
اما ونوس پس از مرگ آدونیس، با یک رقیب عشقی سرسخت مواجه شد. بدین ترتیب که آدونیس مثل همهٔ دیگر مردگان، بعد از مرگ به دیار تاریک زیر زمین رفت که در آن دیار، پرسفونه ملکه زیبای دیار خاموشان به همراه شوهر خویش هادس، خدای دوزخ، فرمانروایان آن بودند. پرسفونه خواهر زاده خدای خدایان و زنی بسیار زیبا بود، و ماجرای عشق هادس به او و دزدیدن وی از یک چمنزار و بردنش به زیر زمین خود از داستان‌های شیرین افسانه خدایان یونان است.
این ملکه دیار خاموشان به شوهرش وفادار بود ولی دیدار آدونیس تاب از کف او برد و وی را بی‌اختیار به آغوش این جوان ماهرو افکند، به‌طوری‌که چون خدای خدایان بر اثر بی تابی‌های و تقاضاهای ونوس بالاخره رضا داد که آدونیس دوباره زنده شود، پرسفونه هر دو پا را دریک کفش کرد و گفت هرکس دیگری را بخواهید پس می‌دهم ولی این پسرک زیبا را پس نمی‌دهم. بالاخره خدای خدایان دور از چشم شوهران ونوس و پرسفونه، با این دو الهه عاشق‌پیشه مجلسی آراست و طرفین موافقت کردند که نیمی از سال را آدونیس در روی زمین مال ونوس و نیمی دیگرش را در زیر زمین مال پرسفونه باشد.

## آداب و رسوم
معروف است که پس از وقایع پیش گفته، رودی را که آدونیس بنا به افسانه‌های یونانی در کنار آن کشته شده بود، رود آدونیس نام نهادند. پس از این وقایع، هرسال یک بار دختران و پسران بی‌شمار به کنار این رود می‌رفتند و تا صبح در نور مشعل‌ها پایکوبی می‌کردند و سرود می‌خواندند و روز بعد را تا غروب مستانه و عاشقانه در کنار هم می‌خفتند و عقیده آنان بر این بود که در این روز، امواج رودخانه به رنگ خون آدونیس در می‌آیند و قرمز می‌شوند.
همچنین دختران تازه عاشق یونانی و رومی برای اینکه دل ونوس را به خود نرم کنند و از عشق نصیبی ببرند، در معبد ونوس، وی را به آدونیس قسم می‌دادند و برای این جوان زیبا ارمغان می‌آوردند و قربانی می‌کردند.

## پیشینه تاریخی خلق اثر
در سال ۱۵۹۳ میلادی، شیوع بیماری طاعون در سرتاسر شهر لندن باعث شد که مقامات این شهر اقدام به بستن تمامی تماشاخانه‌های عمومی بنمایند. در طی این مدت شکسپیر احتمالاً در حال نوشتن ۵ یا ۶ نمایشنامه از نخستین نمایشنامه‌های خود بود، و در واقع همین نمایشنامه‌ها بودند که شهرت را برای وی به ارمغان آوردند. خود او از مجموعه آثاری که در این دوران خلق کرده، به عنوان انتشار نمونه‌ای از نخستین خلاقیت‌های خویش یاد کرده‌است و آن‌ها را اولین فرزندان مشروع خویش از الهه شعر و موسیقی و هنر، قلمداد نموده‌است. او این دسته از کارهای هنری خویش را به ارل وریوتسلی در اختصاص داد.
در ۱۵۹۴ میلادی، شکسپیر اثر خود موسوم به لوکرسیا را به ساوت همپتون اختصاص داد و به عنوان قلم‌زن موظف متعهد شد که اثر دیگر خود، یعنی ونوس و آدونیس را نیز به همان‌جا واگذار نماید. گرچه ساوت همپتون در این زمان دچار مشکلات مالی شده بود، اما هنوز هم این امکان را داشت که این حامی بود عجیب به اندازه کافی به این پاداش پیشنهادهای غیرقابل مقاومت با مقدار قابل توجهی از پول است.
شکسپیر از سرمایه‌ای که در این جا به دست آورد به اندازه کافی برای تبدیل شدن به یک شریک دوازدهم در سود شرکت خود را به تئاتر از عملکرد. این بود پس از آن ظاهراً سودآور تری برای او به نوشتن نمایشنامه از اشعار طولانی است.

## پس زمینه ادبی خلق اثر

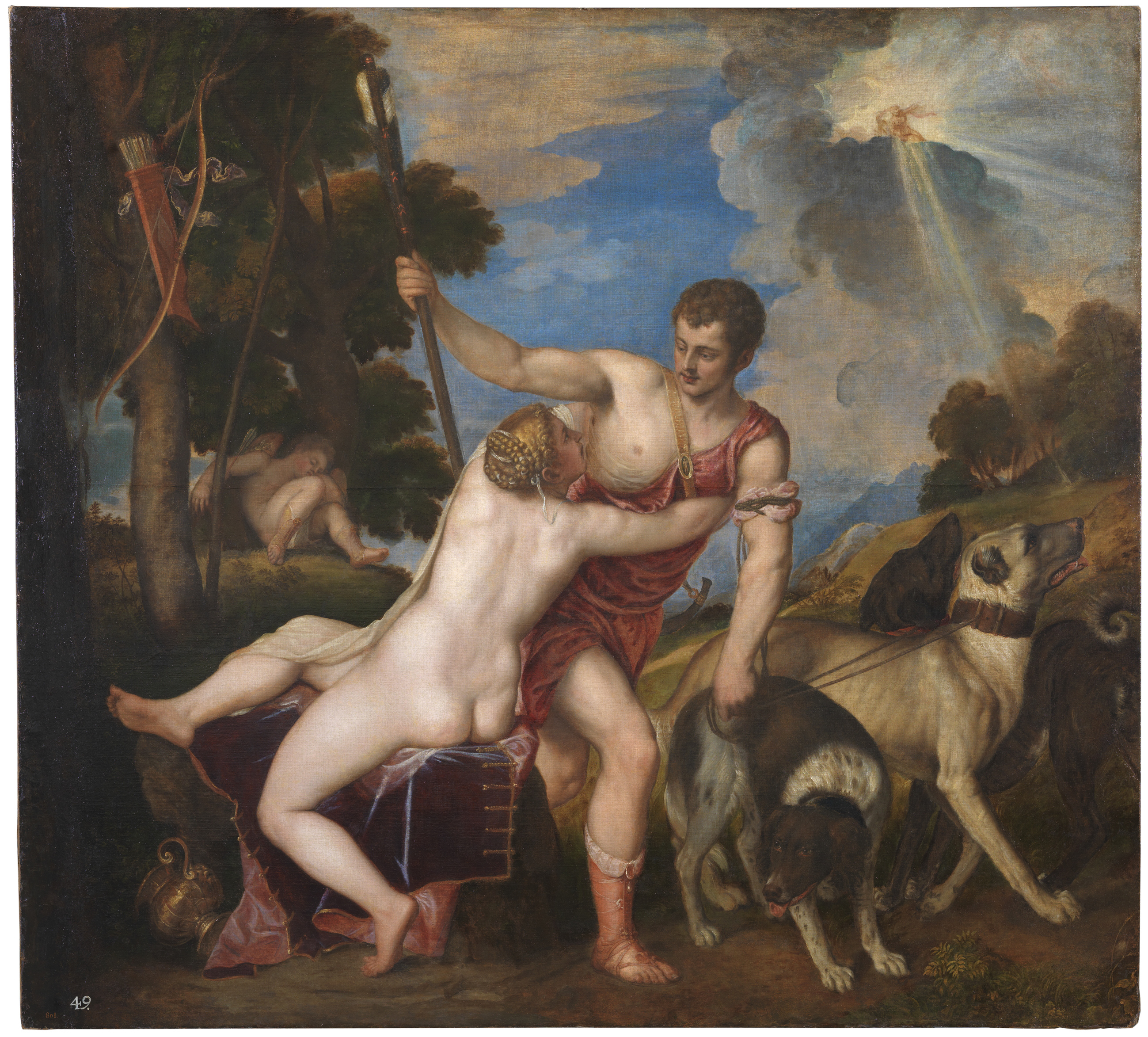
ونوس و آدونیس، اثر تیسین، از مجموعه موزه دل پرادو، مادرید.

اصل داستان ونوس و آدونیس از ترجمه‌ای گرفته شده‌است که در سال ۱۵۶۷ میلادی توسط آرتور گلدینگ از کتاب دهم متامورفیوس، اثر اووید صورت گرفته بود. اووید در این کتاب بیان می‌کند که چگونه ونوس، آدونیس زیبا را به عنوان اولین عشق فانی خویش برگزیده‌است. آن‌ها مدت زمان زیادی را در کنار هم سپری می‌کنند و وی با الهه شکار سعی می‌کند به معشوق خویش هشدار بدهد و ضمن بازگو کردن داستان آتالانته و هیپومنس وی را از شکار حیوانات خطرناک منصرف نماید...

## تأثیر در هنر باستان
آثار باستانی از یونان و روم کهن پراز حجاری‌ها و مجسمه‌ها و تابلوها و موزائیک‌هایی است که ماجرای عشق ونوس و آدونیس و نیز رقابت پرسفونه و ونوس بر سر او را روایت می‌کنند. در حمام‌های معروف تیتوس در روم، و در خانه‌های متعدد پمپئی، هنوز هم نقاشی‌های مختلفی از ونوس و آدونیس می‌توان دید.
در عالم هنر رنسانس به بعد نیز، به خصوص می‌توان از تابلوهای هنرمندانی چون: تیسین، روبنس، پرودون، و البان نام برد که در این زمینه آثاری خلق کرده‌اند. همچنین، مجسمه معروفی اثر میکل آنژ، تابلویی مشهور از پوسن، و سری مجسمه‌های شاخص کار کانووا، که در آن‌ها تمام داستان ونوس و آدونیس حجاری شده‌است، نمونه‌هایی دیگر از شاخصترین آثار هنری دنیا هستند که به این داستان پرداخته‌اند.

## ارتباط با زهره و منوچهر
ایرج میرزا شاعر عصر قاجار، داستان زهره و منوچهر را از سرگذشت ونوس و آدونیس اقتباس کرده‌است. دکتر محمدجعفر محجوب در شرح و حواشی دیوان ایرج، حدس زده‌است که وی زهره و منوچهر را از ترجمه فرانسوی یا فارسی این اثر، که احتمالاً اختلاف فاحشی با اصل انگلیسی آن نداشته، برداشت نموده‌است.
هرچند که دخالت ایرج در این داستان و تغییرهایی که در آن ایجاد کرده چندان است که به هیچ روی نمی‌توان زهره و منوچهر را ترجمه منظومه شکسپیر دانست.

## گزیده ترجمه
فراز نخست منظومه شکسپیر، این گونه آغاز می‌شود:
هنگامی که تازه خورشید با چهر ارغوانی خویش
از شبنم رخصت دمیدن یافته بود،
آدونیس گلچهره به شکار شتافت
وی شکار را دوست می‌داشت، اما عشق را به سخره می‌گرفت
ونوس، مقهور هوس، به سوی او می‌شتابد

و چون خواستاری سرسخت، رام کردن وی را آغاز می‌کند...